# سایبرنتیک
در فرهنگ ارتباطات، دانش رایانیک، سایبرنتیک، یا فرمانیک (به انگلیسی: Cybernetics) نام نظریه‌ای است که مناسبات انسان و ماشین، و مناسبات ماشین‌ها با یکدیگر را تبیین می‌کند. این نظریه را نوربرت وینر در سال ۱۹۴۸ مطرح کرده‌است.

## ریشه واژه
ریشه این واژه از ریشه ای یونانی باستان به معنای اداره کردن (علم الاداره)، حکمرانی اجتماعی و هدایت کِشتی می آید.

## تاریخچه
زمینهٔ گستردهٔ سایبرنتیک به صورت مطالعات بین رشته‌ها و از طریق به‌هم وصل‌کردن زمینه‌های متعدد و گوناگونی همچون سیستم‌های کنترل، نظریهٔ شبکه‌های الکتریکی، منطق ریاضی، پایداری سیستم‌های زیست‌شناسی، پایداری سیستم‌های مهندسی، و علوم اعصاب در طی سال‌های دههٔ ۱۹۴۰ آغاز گردید. با گسترش‌های بعدی، میدان‌های علمی دیگری نظیر سیستم‌های اجتماعی، مردم‌شناسی، نظریه عمومی سیستم‌ها، روان‌شناسی، و معماری و طراحی نیز به آغوش سیبرنتیک درآمدند.

## تحلیل سایبرنتیک نظام‌های سیاسی
بر این اساس نظام سیاسی پیامهایی (اطلاعات) دریافت می‌کند و آنها را تفسیر و تنظیم می‌کند و بر اساس آن ارتباط و تصمیم می‌گیرد؛ لذا تداوم نظام سیاسی به میزان قدرت (کنترل) بر اطلاعات است. سیستم برای تضمین تداوم خویش باید سه نوع اطلاعات دریافت می‌کند:
۱. دربارهٔ جهان خارج ۲. اطلاعات دربارهٔ گذشته (حافظه یا خاطره) ۳. دربارهٔ اجزا و عملکرد خودش (مکانیسم بازخورد)